# Mesnils-sur-Iton
Mesnils-sur-Iton è un comune francese di nuova costituzione. È stato creato il 1º gennaio 2016 accorpando i sei comuni di Condé-sur-Iton, Damville, Gouville, Manthelon, Le Roncenay-Authenay e Le Sacq, che ne sono divenuti comuni delegati. Dal 1º gennaio 2019, furono accorpati al nuovo comune di Mesnils-sur-Iton anche i comuni di Buis-sur-Damville, Grandvilliers e Roman.. Come emerge dalla denominazione il territorio comunale è bagnato dal fiume Iton.